# Heidi Berner
Heidi Emma Berner Herrera (Santiago, 16 de septiembre de 1971) es una economista y política chilena. Entre 2014 y 2018 se desempeñó como subsecretaria de Evaluación Social durante el segundo gobierno de la presidenta Michelle Bachelet. Desde el 10 de marzo de 2023 ejerce como subsecretaria de Hacienda bajo el gobierno del presidente Gabriel Boric.

## Familia y estudios
Nació en Santiago de Chile el 16 de septiembre de 1971, hija de José Roberto Berner Mutzel y de Alejandra Florencia Herrera Peña. Realizó sus estudios superiores en la carrera de ingeniera comercial de la Universidad de Chile, con mención en economía. Luego, cursó un magíster en administración pública en la Escuela de Gobierno John F. Kennedy de la Universidad de Harvard, Estados Unidos.

## Trayectoria profesional
Políticamente independiente, se desempeñó entre 2001 y 2010, bajo los gobiernos de Ricardo Lagos y Michelle Bachelet respectivamente, en la Dirección de Presupuestos (Dipres) del Ministerio de Hacienda, primero como coordinadora de Evaluaciones de Impacto de la División de Control de Gestión Pública y luego como jefa de esta misma unidad, desde donde aportó significativamente a fortalecer y consolidar el sistema de evaluación y control de gestión del gobierno central.
Entre abril de 2010 y marzo de 2014 fue profesora adjunta del Departamento de Economía de la Facultad de Economía y Negocios de la Universidad de Chile y directora académica del Diploma en Gestión Estratégica Gubernamental, Local y de Presupuesto. En 2011 asumió como directora ejecutiva del Centro de Postgrados del Departamento de Economía de la Universidad de Chile. También ha desarrollado consultorías para organismos internacionales como el Banco Interamericano de Desarrollo (BID), el Banco Mundial (BM) y CEPAL.
Posteriormente, entre 2014 y 2018, ejerció como subsecretaria de Evaluación Social del Ministerio de Desarrollo Social (MDS), bajo la segunda presidencia de Michelle Bachelet. En la subsecretaría, trabajó liderando la transformación de distintos instrumentos públicos, como la incorporación del riesgo de desastre natural en la evaluación social de proyectos de inversión pública; el diseño e implementación del Sistema Integrado de Información Social (SIIS); la creación del Registro Social de Hogares (RSH) que reemplazó a la antigua ficha de protección social y también el proceso de actualización de la medición de pobreza, introduciendo la medición de pobreza multidimensional.
Seguidamente, entre agosto de 2018 y abril de 2020 se desempeñó como directora ejecutiva del decanato de la Facultad de Economía y Negocios (FEN) de la Universidad de Chile. En mayo de 2020 fue nombrada vicerrectora de Asuntos Económicos y Gestión Institucional de la Universidad de Chile, siendo la primera titular mujer en el cargo, al que renunció en junio de 2022 para, bajo el gobierno de Gabriel Boric, asumir como coordinadora de Modernización del Ministerio de Hacienda, repartición dirigida por el economista Mario Marcel. Con ocasión del segundo cambio de gabinete de dicho mandatario, el 10 de marzo de 2023, fue nombrada como titular de la Subsecretaría de Hacienda, reemplazando en el puesto a la economista Claudia Sanhueza.